# Hương Hà
Hương Hà (chữ Hán giản thể: 香河县) là một huyện thuộc địa cấp thị Lang Phường, tỉnh Hà Bắc, Cộng hòa Nhân dân Trung Hoa. Huyện này có diện tích 458 ki-lô-mét vuông, dân số 310.000 người. Mã số bưu chính là 065400. Huyện lỵ đóng tại trấn Thúc Dương. Về mặt hành chính, huyện được chia thành 7 trấn, 2 hương.
- Trấn: Thúc Dương, An Bình, Ngũ Bách Hộ, Cừ Khẩu, Tương Tân Đồn, Lưu Tống, An Đầu Đồn.
- Hương: Tiền Vượng Thôn, Kiềm Đồn.